# Steve Makuka
Steve Eduardo Makuka Pereyra (ur. 26 listopada 1994 w Montevideo) – urugwajski piłkarz występujący na pozycji środkowego obrońcy, od 2024 roku zawodnik Miramar Misiones.